# 5986 Xenophon
5986 Xenophon è un asteroide della fascia principale. Scoperto nel 1969, presenta un'orbita caratterizzata da un semiasse maggiore pari a 2,3706946 UA e da un'eccentricità di 0,1204865, inclinata di 7,46325° rispetto all'eclittica.